# زک کاسیان
زک آدام کاسیان (انگلیسی: Zack Adam Kassian؛ زادهٔ ۲۴ ژانویهٔ ۱۹۹۱ در وینزر، انتاریو) بازیکن هاکی روی یخ در پست وینگر راست ارمنی‌تبار اهل کانادا است که در لیگ ملی هاکی بازی کرده است.

## باشگاهی
از باشگاه‌هایی که در آن بازی کرده‌است می‌توان به ادمونتون اویلرز و ونکوور کناکز اشاره کرد.